# Relações entre Armênia e Estados Unidos
As relações entre Armênia e Estados Unidos são as relações diplomáticas estabelecidas entre a República da Armênia e os Estados Unidos da América. Elas foram iniciadas em 25 de dezembro de 1991, quando o presidente George H. W. Bush anunciou a decisão em um pronunciamento à nação, relativo à dissolução da União Soviética. Este evento histórico criou a oportunidade para as relações bilaterais entre ambos os países, visto que anteriormente, a Armênia havia sido uma república constituinte da União Soviética. A embaixada americana em Erevan foi aberta em 3 de fevereiro de 1992.